# Hassoun Camara

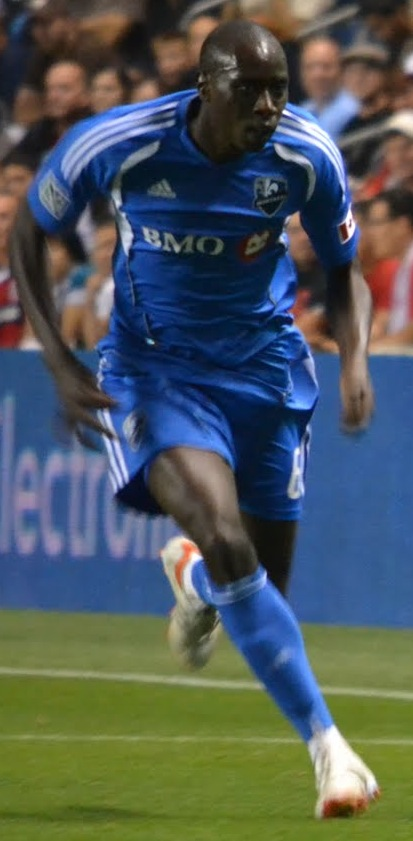
Camara im Spiel für Montreal Impact, 2012.

Hassoun Camara (* 3. Februar 1984 in Noisy-le-Sec) ist ein ehemaliger französischer Fußballspieler.

## Karriere
Hassoun Camara startete seine Laufbahn als Fußballer im Seniorenbereich 2003 bei Olympique Noisy-le-Sec aus seiner Heimatstadt. Nach drei Jahren, in denen er dort als solider Verteidiger überzeugen konnte, wurde der französische Erstligist Olympique Marseille auf den Spieler aufmerksam, sodass Camara schließlich im Alter von 22 Jahren in den Profifußball wechselte. Seine Erwartungen wurden in Marseille nicht erfüllt; nach eineinhalb Jahren und ohne einen einzigen Profieinsatz verließ er Marseille wieder.
Im Januar 2008 unterschrieb er einen Dreijahresvertrag beim französischen Zweitligisten SC Bastia, wo er regelmäßig zum Einsatz kam. Im Januar 2011 wechselte Camara zu Montreal Impact in die nordamerikanische NASL.
Seit der Saison 2012 nimmt Montreal Impact an der Major League Soccer teil. Camara konnte sich als Stammspieler in der Verteidigung Montreals etablieren und lief 2012 in 20 Spielen auf. In der Saison 2013 kam er in 32 Spielen zum Einsatz, wobei ihm drei Tore gelangen. 2014 lief er 28 Mal auf. 2013 und 2014 konnte er mit Montreal Impact die Canadian Championship, den kanadischen Pokalwettbewerb, gewinnen.
In der Saison 2015 verlor er infolge einer schweren Knieverletzung seinen Stammplatz in der Verteidigung von Montreal Impact und wurde zur Rehabilitierung nach seiner Verletzungspause an den FC Montréal ausgeliehen. Bei Impact kam er in der Saison zu insgesamt zehn Einsätzen in der Liga; dreimal lief er für den FC Montréal auf. Dennoch verlängerten Camara und Montreal Impact am Ende der Saison 2015 den Vertrag um zwei Jahre, und in der Saison 2016 stellte Camara wieder einen wichtigen Baustein in der Defensive von Montreal Impact dar. Am Ende der Saison 2016, in der er zu 27 Einsätzen in der Regular Season und fünf weiteren Einsätzen in den Play-offs kam, wurde er zum besten Defensivspieler von Montreal Impact der Saison 2016 ernannt.
In der Saison 2017 war Camara mehrfach verletzt und kam noch zu 18 Einsätzen. Im November 2017 gab Montreal Impact bekannt, den Vertrag mit Camara nicht erneut zu verlängern, woraufhin Camara wenig später sein Karriereende bekanntgab. Zu diesem Zeitpunkt war Camara der Spieler mit den zweitmeisten Pflichtspieleinsätzen für Montreal Impact überhaupt.

### Erfolge
Canadian Championship
2013, 2014

## Privates
Camara hat neben der französischen auch die senegalesische Staatsangehörigkeit inne.